# كارلو ويبر
كارلو ويبر (بالألمانية: Carlo Weber)‏ هو مهندس معماري ألماني، ولد في 6 أبريل 1934 في ساربروكن في ألمانيا، وتوفي في 15 مايو 2014 في شتوتغارت في ألمانيا.